# Internationale Niedersachsen-Rundfahrt der Junioren 2014
Die Internationale Niedersachsen-Rundfahrt der Junioren 2014 fand vom 25. bis 27. Juli 2014 bei einer Länge von 283,60 km in Wallenhorst statt.

## Verlauf
Etappe 1 hatte eine Länge von 66,30 km, wobei der Sieger eine Geschwindigkeit von 42,67 km/h an den Tag legte. Der Niederländer Milan Veltman gewann die Etappe in 1:33:13 Stunde vor dem zeitgleichen Belgier Wiebren Plovie und dem ebenfalls zeitgleichen Dänen Frederik Poulsen. Die restliche Top 10 wurde ausgefüllt von den Deutschen Sven Reutter, Laurin Winter, Jonas Bokeloh, Aaron Grosser und John Mandrysch, dem Franzosen Corentin Buisson und dem Belgier Enzo Wouters. Die Etappe 2a war ein Zeitfahren mit einer Länge von 8,80 km, wobei der Sieger eine Geschwindigkeit von 46,18 km/h an den Tag legte. Die Top 3 bestanden aus dem Deutschen Jan Tschernoster, dem Dänen Anders Hardahl und Sven Reutter. Sven Reutter und Frederik Poulsen erreichten bereits zum zweiten Mal in Folge die Top 10. Etappe 2b wurde von dem Niederländer mit Julius van den Berg vor dem Russen Alexander Wlassow und Enzo Wouters gewonnen. Sven Reutter schaffte es zum dritten Mal und Alexander Wlassow zum zweiten Mal in Folge in die Top 10. Die Top 10 erreichten auch Enzo Wouters, Jonas Bokeloh, Aaron Grosser und Milan Veltman zum zweiten Mal insgesamt. Etappe 3 gewann Enzo Wouters vor dem Franzosen Theo Menant und Jonas Bokeloh. Sven Reutter schaffte es zum vierten Mal in Folge in die Top 10. Enzo Wouters, Jonas Bokeloh und Aaron Grosser erreichten zum zweiten Mal in Folge und dritten Mal insgesamt die Top 10. Wiebren Plovie erlangte zum zweiten Mal insgesamt und Yannik Stehlin zum zweiten Mal in Folge die Top 10.
Nach Etappe 1 war die Top 10 der Gesamt- war gleich mit der der Tageswertung, bis auf Corentin Buisson und Laurin Winter, die Positionen tauschten. Nach Etappe 2a verloren Milan Veltman und Wiebren Plovie jeweils zwei und Laurin Winter eine Position auf Rang drei, vier und sechs. Jonas Bokeloh und Corentin Buisson fielen von Platz 7 und 6 auf 13 und 18. Enzo Wouters, John Mandrysch und Aaron Grosser mussten die größten Verluste hinnehmen, als sie sich von Platz neun, zehn und acht auf 33, 34 und 50 verschlechterten. Andererseits machten Frederik Poulsen und Sven Reutter jeweils zwei Positionen gut und kletterten auf Platz 1 und 2. Jan Tschernoster und der Deutsche Joshua Schotten machten sieben und drei Plätze gut, als sie sich von Rang 12 und 13 auf 5 und 10 verbesserten. Den größten Sprung machten jedoch der Deutsche Max Singer, 26 auf 8, Anders Hardahl, 62 auf 7, und der Norweger Tobias Foss, 69 auf 9. Nach der Etappe 2b konnten Sven Reutter, Wiebren Plovie, Jan Tschernoster, Laurin Winter und Anders Hardahl ihre Platzierungen beibehalten während Milan Veltman und Frederik Poulsen ihre Positionen tauschten. Max Singer und Tobias Foss verschlechtern um jeweils eine und Joshua Schotten um zwei Positionen, als Alexander Wlassow an den drei vorbei sich auf Rang 8 verbesserte. Nach der letzten Etappe verändert sich die Gesamtwertung in den Top 10 nur auf Position 10, wo Tobias Foss den Platz mit Jonas Bokeloh tauschte. Somit gewann Sven Reutter die Rundfahrt in 6:40:58 Stunden mit einem Vorsprung von 6 Sekunden vor Milan Veltman und 8 Sekunden vor Frederik Poulsen.
Milan Veltman führte von Etappe 1 bis 2b und Jonas Bokeloh nach Etappe 3 die Punktewertung an, nachdem Bokeloh vorher Platz sieben (Etappe 1 und 2a) und zwei (Etappe 2b) belegt hatte. Frederik Poulsen war nach jeder Etappe der Führende der Nachwuchswertung. Laurin Winter führte von Etappe 1 bis 2b und Frederik Poulsen nach Etappe 3 die Bergwertung an, nachdem Poulsen vorher bei allen Etappen Platz zwei belegt hatte.

## Etappen
| Etappe 1  | 25. Juli | Milan Veltman       | Milan Veltman |
| Etappe 2a | 26. Juli | Jan Tschernoster    | Sven Reutter  |
| Etappe 2b | 26. Juli | Julius van den Berg | Sven Reutter  |
| Etappe 3  | 27. Juli | Enzo Wouters        | Sven Reutter  |

### Etappe 1
| Tageswertung | Tageswertung     | Tageswertung | Gesamtwertung | Gesamtwertung    | Gesamtwertung |
| Platz        | Athlet           | Zeit         | Platz         | Athlet           | Zeit          |
| ------------ | ---------------- | ------------ | ------------- | ---------------- | ------------- |
| 1            | Milan Veltman    | 1:33:13 h    | 1             | Milan Veltman    | 1:33:01 h     |
| 2            | Wiebren Plovie   | gl. Zeit     | 2             | Wiebren Plovie   | + 0:06 min    |
| 3            | Frederik Poulsen | gl. Zeit     | 3             | Frederik Poulsen | + 0:08 min    |
| 4            | Sven Reutter     | gl. Zeit     | 4             | Sven Reutter     | + 0:09 min    |
| 5            | Corentin Buisson | gl. Zeit     | 5             | Laurin Winter    | + 0:11 min    |
| 6            | Laurin Winter    | gl. Zeit     | 6             | Corentin Buisson | + 0:12 min    |
| 7            | Jonas Bokeloh    | + 0:30 min   | 7             | Jonas Bokeloh    | + 0:42 min    |
| 8            | Aaron Grosser    | gl. Zeit     | 8             | Aaron Grosser    | gl. Zeit      |
| 9            | Enzo Wouters     | gl. Zeit     | 9             | Enzo Wouters     | gl. Zeit      |
| 10           | John Mandrysch   | gl. Zeit     | 10            | John Mandrysch   | gl. Zeit      |

### Etappe 2a
| Tageswertung | Tageswertung       | Tageswertung | Gesamtwertung | Gesamtwertung    | Gesamtwertung |
| Platz        | Athlet             | Zeit         | Platz         | Athlet           | Zeit          |
| ------------ | ------------------ | ------------ | ------------- | ---------------- | ------------- |
| 1            | Jan Tschernoster   | 11:26 min    | 1             | Sven Reutter     | 1:44:45 h     |
| 2            | Anders Hardahl     | + 0:02 min   | 2             | Frederik Poulsen | + 0:05 min    |
| 3            | Sven Reutter       | + 0:09 min   | 3             | Milan Veltman    | gl. Zeit      |
| 4            | Rasmus Tiller      | gl. Zeit     | 4             | Wiebren Plovie   | + 0:11 min    |
| 5            | Max Singer         | + 0:10 min   | 5             | Jan Tschernoster | + 0:25 min    |
| 6            | Tobias Foss        | + 0:14 min   | 6             | Laurin Winter    | + 0:28 min    |
| 7            | Frederik Poulsen   | + 0:15 min   | 7             | Anders Hardahl   | + 0:29 min    |
| 8            | Mads Olander Hjort | + 0:17 min   | 8             | Max Singer       | + 0:37 min    |
| 9            | Joshua Schotten    | + 0:18 min   | 9             | Tobias Foss      | + 0:41 min    |
| 10           | Alexander Wlassow  | gl. Zeit     | 10            | Joshua Schotten  | + 0:44 min    |

### Etappe 2b
| Tageswertung | Tageswertung        | Tageswertung | Gesamtwertung | Gesamtwertung     | Gesamtwertung |
| Platz        | Athlet              | Zeit         | Platz         | Athlet            | Zeit          |
| ------------ | ------------------- | ------------ | ------------- | ----------------- | ------------- |
| 1            | Julius van den Berg | 2:12:47 h    | 1             | Sven Reutter      | 3:57:41 h     |
| 2            | Alexander Wlassow   | gl. Zeit     | 2             | Milan Veltman     | + 0:04 min    |
| 3            | Enzo Wouters        | + 0:10 min   | 3             | Frederik Poulsen  | + 0:06 min    |
| 4            | Jonas Bokeloh       | gl. Zeit     | 4             | Wiebren Plovie    | + 0:12 min    |
| 5            | Yannik Stehlin      | gl. Zeit     | 5             | Jan Tschernoster  | + 0:26 min    |
| 6            | Kasper Andersen     | gl. Zeit     | 6             | Laurin Winter     | + 0:29 min    |
| 7            | Aaron Grosser       | gl. Zeit     | 7             | Anders Hardahl    | + 0:30 min    |
| 8            | Joris Nieuwenhuis   | gl. Zeit     | 8             | Alexander Wlassow | + 0:32 min    |
| 9            | Milan Veltman       | gl. Zeit     | 9             | Max Singer        | + 0:38 min    |
| 10           | Sven Reutter        | gl. Zeit     | 10            | Tobias Foss       | + 0:42 min    |

### Etappe 3
| Tageswertung | Tageswertung        | Tageswertung | Gesamtwertung | Gesamtwertung     | Gesamtwertung |
| Platz        | Athlet              | Zeit         | Platz         | Athlet            | Zeit          |
| ------------ | ------------------- | ------------ | ------------- | ----------------- | ------------- |
| 1            | Enzo Wouters        | 2:43:17 h    | 1             | Sven Reutter      | 6:40:58 h     |
| 2            | Theo Menant         | gl. Zeit     | 2             | Milan Veltman     | + 0:06 min    |
| 3            | Jonas Bokeloh       | gl. Zeit     | 3             | Frederik Poulsen  | + 0:08 min    |
| 4            | Aaron Grosser       | gl. Zeit     | 4             | Wiebren Plovie    | + 0:11 min    |
| 5            | Ole Petter Skogstad | gl. Zeit     | 5             | Jan Tschernoster  | + 0:28 min    |
| 6            | Wiebren Plovie      | gl. Zeit     | 6             | Laurin Winter     | + 0:31 min    |
| 7            | Tiago Da Silva      | gl. Zeit     | 7             | Anders Hardahl    | + 0:32 min    |
| 8            | Paul Lindenau       | gl. Zeit     | 8             | Alexander Wlassow | + 0:34 min    |
| 9            | Yannik Stehlin      | gl. Zeit     | 9             | Max Singer        | + 0:40 min    |
| 10           | Sven Reutter        | gl. Zeit     | 10            | Jonas Bokeloh     | + 0:41 min    |